# Le Cri de Reims
Le Cri de Reims, journal satirique hebdomadaire de Reims, de la Marne. 
Il a été continué par Le Cri-cri du Nord et de l'Est. et disparait en 1952